# Jüdischer Friedhof (Kirf)
Der Jüdische Friedhof Kirf ist ein Friedhof in Kirf, einer Ortsgemeinde im Landkreis Trier-Saarburg in Rheinland-Pfalz. 
Der jüdische Friedhof liegt auf einer Anhöhe zwischen dem Kernort Kirf und Meurich, einem Ortsteil von Kirf, unweit westlich der B 407.
Es sind keine Grabsteine mehr vorhanden. Ein 1962 aufgestellter Gedenkstein trägt die heute kaum noch lesbare Inschrift: „Zum Gedenken an die in der Verfolgung umgekommenen Mitglieder der Gemeinden Kirf – Meurich – Freudenburg“.

## Geschichte
Die Toten der jüdischen Gemeinde Kirf wurden zunächst auf dem Friedhof in Freudenburg beigesetzt. Mitte der 1920er-Jahre wurde für die in Kirf und Meurich lebenden jüdischen Familien ein eigener Friedhof zwischen Kirf und Meurich angelegt. Bis zum Jahr 1939 wurden auf diesem Friedhof zwölf aus Kirf und Meurich stammende jüdische Personen beigesetzt. Der Friedhof wurde in der NS-Zeit geschändet und die Grabsteine wurden beseitigt. Ursprünglich existierte eine Gedenktafel mit den Namen der Beigesetzten. Sie war an Stelle der Grabsteine auf eines der Gräber gelegt worden. Diese Gedenktafel wurde vor Jahren von „Unbekannt“ zerstört und nicht wieder ersetzt.